# ウラン-トリウム法
ウラン-トリウム法は、ウラン（U）を含んだ物質、鉱物について適用することができる放射年代測定法。

## 概要
ウラン-トリウム法(Uranium-thorium dating)は、年代測定の方法である。堆積物中の230Thは半減期7.5万年で減少していくので、230Thと232Thの比率を測定する事で堆積速度を見積もる事ができる。
ウランはアルファ崩壊、ベータ崩壊を繰り返して、安定な鉛の同位体になる過程でトリウム、ラジウム、ラドンなど化学的な性質の異なる核種を経過して234Uの半減期は24.5万年、230Thの半減期は7.5万年と比較的長く、酸化ウランは水溶性だが崩壊生成物トリウムは不溶性で沈澱するという特徴を利用した年代測定法。
測定に際しては、230Thと232Thの放射能の比を測る。この２つは同位体なので、化学的には同じ行動をする。海水中におけるこれら２つの同位体の比が変わらなければ、海底に沈殿した時点での比も同じであるが、時間の経過に伴い放射壊変によって230Thの放射能は減少するが、半減期140億年の232Thの放射能は減少しない。230Thの絶対量を測定するよりも変動の影響を受ける程度が少ないので同位体比を測定する。

## (U-Th)/He法
U-Th法でさらに放射壊変で生じたヘリウム4(4He)を加えて地質環境の長期安定性を評価する上で重要となる断層の活動時期の推定や、削剥量に基づく内陸部での隆起速度の推定などに応用可能とされる。